# Sixmilebridge
Sixmilebridge (in irlandese: Droichead Abhann Ó gCearnaigh che significa "ponte del fiume di O'Kearney") è una cittadina nella contea di Clare, in Irlanda.